# 니체 대 바그너

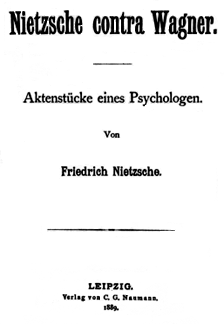

니체 대 바그너(Nietzsche contra Wagner)는 프리드리히 니체의 작품이다. 이전에 쓴 글들을 모아 1889년에 출판하였다.

## 개요
작곡가 리하르트 바그너에 대해 썼던 글들을 모아 니체와 바그너의 관계를 설명하는 에세이집이 완성되었다. 니체가 자신의 아이돌이자 친구였던 바그너와 왜 절교하게 되었는지 알 수 있으며, 바그너의 여러 가지 생각들을 비판한다. 바그너의 음악은 동경하지만, 그의 종교적 편견에 대해서는 큰 실망을 하고 있다.
특히 "내가 혐오하는 모든 것을 향해 바그너는 한 발짝씩 내려가고 있다. 반유대주의까지도."라는 문장은 니체가 반유대주의자라는 소문이 거짓말임을 보여준다.